# Обернбург
Обернбург (нім. Obernburg) — місто в Німеччині, розташоване в землі Баварія. Підпорядковується адміністративному округу Нижня Франконія. Входить до складу району Мільтенберг.
Площа — 24,83 км2. Населення становить 8696 ос. (станом на 31 грудня 2020).